# The World Wreckers
The World Wreckers este un roman științifico-fantastic (de fantezie științifică) din 1971 al scriitoarei americane Marion Zimmer Bradley. 
Face parte din Seria Darkover care are loc pe planeta fictivă Darkover din sistemul stelar fictiv al unei gigante roșii denumită Cottman. Planeta este dominată de ghețari care acoperă cea mai mare parte a suprafeței sale. Zona locuibilă se află la doar câteva grade nord de ecuator.

## Legături externe
- en  Istoria publicării lucrării The World Wreckers la Internet Speculative Fiction Database

## Vezi și
- 1971 în științifico-fantastic